# Tapinocephalidae
Los tapinocefálidos (Tapinocephalidae) es una familia extinta de terápsidos dinocéfalos del infraorden Tapinocephalia, que vivieron desde el Pérmico Medio hasta el Pérmico Superior. Todos ellos eran herbívoros. Eran los gigantes de su tiempo, pesando de 500 a 1000 kg llegando posiblemente hasta 1 o 2 toneladas de peso. Son conocidos en Sudáfrica y Rusia.
El cráneo de los tapinocefálidos era muy grueso, en forma de domo, probablemente usado para topetearse, posiblemente para apareamiento o disputa de territorio. Este cráneo en forma de domo hace recordar el de los dinosaurios paquicefalosaurios. Posiblemente vivieron en pantanos o en tierras altas secas (desiertos). Los últimos tapinocefálidos se extinguieron en el Pérmico Superior, probablemente debido a la disminución de la vegetación, la desecación y calentamiento global que propició el evento conocido como Extinción masiva del Pérmico-Triásico.

## Taxonomía
- Avenantia
- Delphinognathus
- Keratocephalus
- Mormosaurus
- Moschops
- Moschosaurus
- Phocosaurus
- Riebeeckosaurus
- Struthiocephalus
- Tapinocaninus
- Tapinocephalus
- Ulemosaurus